# Interstate 290 (Illinois)
Pour les articles homonymes, voir Interstate 290.
L'Interstate 290 (I-290), aussi appelée Eisenhower Expressway est une autoroute américaine longue de 48 kilomètres qui relie Chicago (Illinois) à ses banlieues ouest.
L'I-290 relie l'I-90 (Jane Addams Memorial Tollway) à Rolling Meadows avec l'I-90 / I-94 (Kennedy Expressway / Dan Ryan Expressway) près du quartier du Loop (Downtown Chicago). Au nord de l'I-355, l'autoroute est parfois connue sous l'Illinois Road 53, ou tout simplement la route 53. L'Illinois Road 53 existait avant l'I-290. Cependant, elle se confond maintenant avec l'I-290 à Biesterfield Road.

## Description du tracé

### Jane Addams Memorial Tollway à Veterans Memorial Tollway
Cette section fait sept miles (11 km) de long et parcourt la distance entre Rolling Meadows et Addison. Il s'agit de la portion de la route connue comme la Route 53. À cet endroit, l'I-290 passe au-dessus des secteurs de Schaumburg et d'Elk Grove Village et passe sous le niveau du sol à travers Itasca et Addison.
Les cinq derniers miles (8,0 km) de ce segment d'autoroute ont été reconstruits en 2003–2004. Plusieurs améliorations ont été effectuées.

### Eisenhower Extension
Cette section de l'I-290 fait 11 miles (18 km) de long et parcourt la distance entre Addison et Hillside. Son nom lui est octroyé après que la Eisenhower Expressway fût prolongée vers le nord-ouest depuis Hillside. L'autoroute est majoritairement au sol ou au-dessus du sol sur sa longueur.
L'autoroute croise l'I-294 et la longe sur une courte distance. D'importantes congestions ont lieu à cet échangeur.

### Tri-State Tollway à Austin Boulevard
Ce segment de l'I-290 fait sept miles (11 km) de long et relie Hillside à la frontière ouest de Chicago. À l'ouest de Mannheim Road, l'I-290 est au-dessus du sol et à l'est de la route, elle est construite en tranchée.
À la sortie 17, l'autoroute se sépare en voies express et voies locales. Elles sont reliées par des rampes près de l'intersection avec l'I-88. Après Mannheim Road, l'autoroute passe à trois voies, ce qui cause souvent des embouteillages. Elle demeure à trois voies jusqu'à Austin Boulevard. Les sorties pour Harlem Avenue (sortie 21B) et Austin Boulevard (sortie 23) sont conçues de telle sorte que les rampes sont à gauche, ce qui fait que plusieurs véhicules doivent rapidement changer de voies, créant d'autres embouteillages.

### Austin Boulevard au Chicago Loop

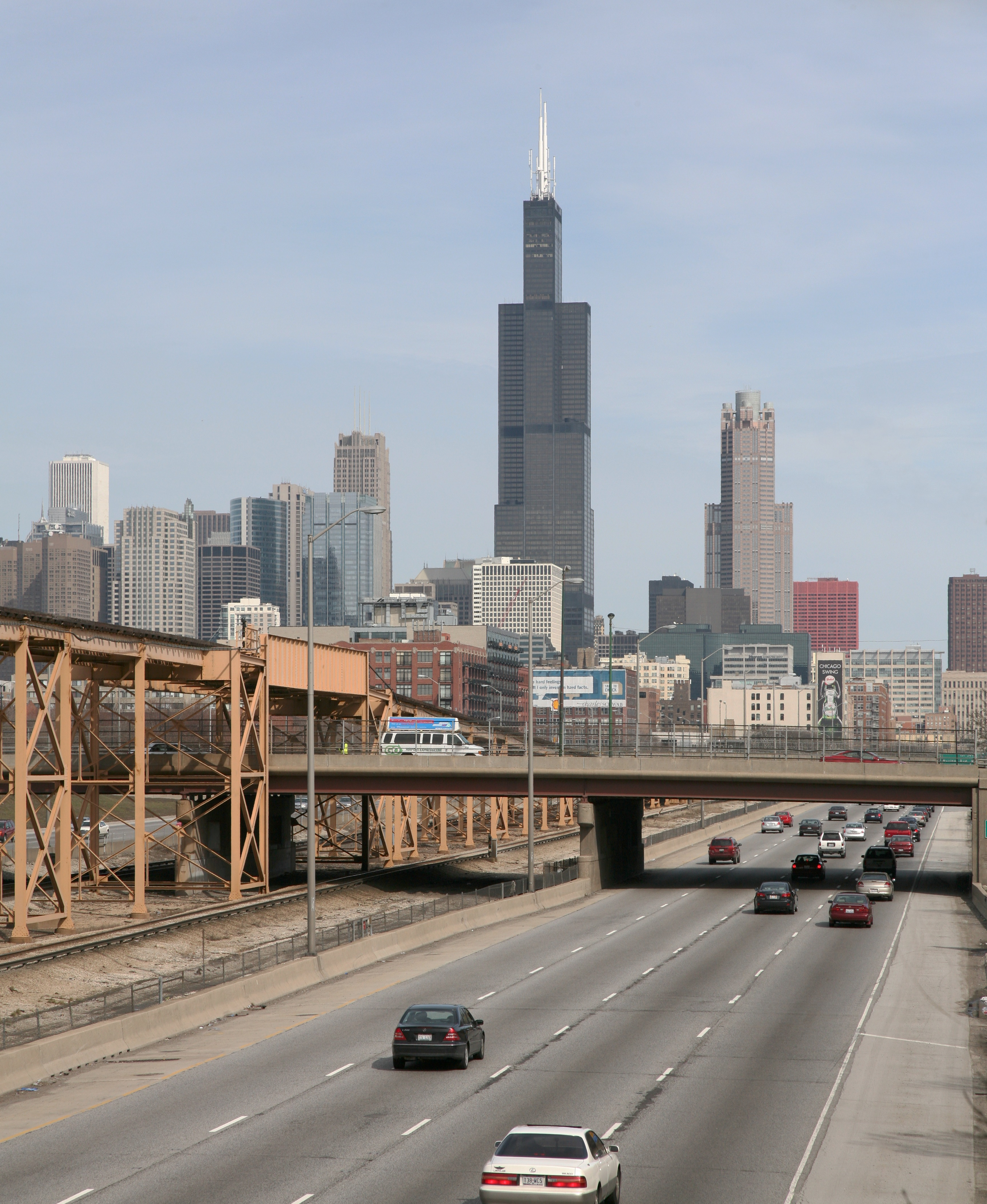
Vue sur la Willis Tower depuis l'I-290

La section la plus à l'est de l'I-290 fait sept miles (11 km) de long et se situe entièrement dans les limites de la ville de Chicago. Elle atteint son terminus à la jonction avec l'I-90 / I-94. Sur l'entièreté de son tracé, elle est en tranchée.
Après la jonction avec l'I-90 / I-94, la route se surélève et continue comme autoroute jusqu'à LaSalle Street, où elle passe sous la LaSalle Street Station et en émerge comme Ida B. Wells Drive. Celle-ci continue vers l'est jusqu'à la Buckingham Fountain dans le Grant Park.
La ligne bleue du Métro de Chicago passe entre les chaussée entre Halsted Street et Cicero Avenue.

## Liste des sorties
| Interstate 290                                    |                          |       |       |        | | |
| Comté                                             | Municipalité             | mi    | km    | Sortie | Intersections / Destinations | Notes |
| Cook                                              | Rolling Meadows          | 0,00  | 0,00  |        | IL 53 (en) nord | Terminus ouest du multiplex avec IL 53; continue au-delà de l'I-90 comme IL 53                                                                         |
| Cook                                              | Rolling Meadows          | 0,00  | 0,00  | —      | I-90 Toll (Jane Adams Memorial Tollway) – Rockford, Chicago | Terminus ouest de l'I-290; sortie 68A de l'I-90 |
| Cook                                              | Schaumburg               | 0,60  | 0,97  | 1A     | Woodfield Road vers IL 58 (en) (Golf Road) | Indiqué sortie 1 en direction ouest |
| Cook                                              | Schaumburg               | 1,44  | 2,32  | 1B     | IL 72 (en) (Higgins Road) | Indiqué sortie 1 en direction ouest |
| Cook                                              | Elk Grove Village        | 3,93  | 6,32  | 4      | IL 53 (en) sud (Bierstelfeld Road) | Terminus est du multiplex avec IL 53 |
| DuPage                                            | Itasca                   | 5,03  | 8,10  | 5      | IL 390 Toll (en) (Elgin-O'Hare Tollway) Hamilton Lakes Drive / Park Boulevard                                                                                           | I-Pass requis |
| DuPage                                            | Itasca                   | 6,46  | 10,40 | 7      | I-355 sud vers US 20 (Lake Street) – Joliet | Terminus nord de l'I-355 |
| DuPage                                            | Addison                  | 10,69 | 17,20 | 10     | IL 83 (en) (Kingery Highway) | Indiqué sortie 10A (sud) et 10B (nord) |
| DuPage                                            | Elmhurst                 | 12,34 | 19,86 | 12     | US 20 ouest (Lake Street) / York Street | Terminus ouest du multiplex avec US 20 |
| DuPage                                            | Elmhurst                 | 13,41 | 21,58 | 13A    | IL 64 (en) est (North Avenue) / US 20 est (Lake Street) I-294 Toll nord (Tri-State Tollway) – Milwaukee                                                                 | Terminus est du multiplex avec US 20; sortie 33 de l'I-294                                                                                             |
| DuPage                                            | Elmhurst                 | 13,41 | 21,58 | 13B    | IL 64 (en) ouest (North Avenue) | Sortie direction ouest, entrée direction est |
| Limite DuPage–Cook                                | Limite Elmhurst–Berkeley | 14,76 | 23,75 | 14     | St. Charles Road | Indiqué sortie 14A (ouest) et 14B (est) |
| Cook                                              | Berkeley                 | 15,50 | 24,94 | 15A    | I-294 Toll sud (Tri-State Tollway) vers I-88 Toll ouest / IL 110 (CKC) (en) ouest (Ronald Reagan Memorial Tollway) – Indiana, Aurora                                    | Sortie direction est, entrée direction ouest; sortie 31 de l'I-294 nord                                                                                |
| Cook                                              | Berkeley                 | 15,50 | 24,94 | 15B    | I-294 Toll nord (Tri-State Tollway) – Milwaukee, O'Hare | Sortie direction ouest, entrée direction est; sortie 31B de l'I-294 sud                                                                                |
| Cook                                              | Hillside                 | 15,97 | 25,70 | 15A    | I-88 Toll ouest / IL 110 (CKC) (en) ouest (Ronald Reagan Memorial Tollway) – Aurora I-294 Toll sud (Tri-State Tollway) vers IL 38 (en) ouest (Roosevelt Road) – Indiana | Terminus ouest du multiplex avec IL 110; sortie direction ouest, entrée direction est; terminus est de l'I-88; terminus ouest de Eisenhower Expressway |
| Cook                                              | Hillside                 | 16,44 | 26,46 | 16     | Wolf Road | Sortie direction ouest, entrée direction est |
| Cook                                              | Hillside                 | 17,52 | 28,20 | 17     | US 12 / US 20 / US 45 (Mannheim Road) | Indiqué sortie 17A (est / sud) et 17B (ouest / nord) en direction est                                                                                  |
| Cook                                              | Maywood                  | 18,54 | 29,84 | 18     | 25th Avenue | Indiqué sortie 25A (sud) et 25B (nord) |
| Cook                                              | Maywood                  | 19,05 | 30,66 | 19A    | 17th Avenue | |
| Cook                                              | Maywood                  | 19,56 | 31,48 | 19B    | 9th Avenue | Sortie direction ouest, entrée direction est |
| Cook                                              | Maywood                  | 20,06 | 32,28 | 20     | IL 171 (en) (1st Avenue) | |
| Cook                                              | Forest Park              | 21,02 | 33,83 | 21A    | DesPlaines Avenue | Sortie direction ouest, entrée direction est |
| Cook                                              | Oak Park                 | 21,58 | 34,73 | 21B    | IL 43 (en) (Harlem Avenue) | |
| Cook                                              | Oak Park                 | 23,09 | 37,16 | 23A    | Austin Boulebard | |
| Cook                                              | Chicago                  | 23,63 | 38,03 | 23B    | Central Avenue | |
| Cook                                              | Chicago                  | 24,09 | 38,77 | 24A    | Laramie Avenue | Sortie direction ouest, entrée direction est |
| Cook                                              | Chicago                  | 24,61 | 39,61 | 24B    | IL 50 (en) (Cicero Avenue) – Aéroport Midway | Sortie direction est, entrée direction ouest |
| Cook                                              | Chicago                  | 25,14 | 40,46 | 25     | Kostner Avenue | Sortie direction ouest, entrée direction est |
| Cook                                              | Chicago                  | 25,70 | 41,36 | 26A    | Independence Boulevard | |
| Cook                                              | Chicago                  | 26,41 | 42,50 | 26B    | Homan Avenue | Sortie direction ouest, entrée direction est |
| Cook                                              | Chicago                  | 26,90 | 43,29 | 27A    | Sacramento Avenue | Sortie direction est, entrée direction ouest |
| Cook                                              | Chicago                  | 27,15 | 43,69 | 27B    | California Avenue | Sortie direction ouest, entrée direction est |
| Cook                                              | Chicago                  | 27,67 | 44,53 | 27C    | Western Avenue, Oakley Boulevard | |
| Cook                                              | Chicago                  | 28,17 | 45,34 | 28A    | Damen Avenue | |
| Cook                                              | Chicago                  | 28,54 | 45,93 | 28B    | Paulina Street, Ashland Avenue | |
| Cook                                              | Chicago                  | 29,43 | 47,36 | 29A    | Racine Avenue | Sortie direction est, entrée direction ouest |
| Cook                                              | Chicago                  | 29,53 | 47,52 | 29B    | Morgan Street | Sortie direction ouest seulement |
| Cook                                              | Chicago                  | 29,70 | 47,80 | 29B    | Taylor Street / Roosevelt Road | Sortie direction est seulement |
| Cook                                              | Chicago                  | 29,84 | 48,02 | —      | I-90 est / I-94 est (Dan Ryan Expressway) – Indiana I-90 ouest / I-94 ouest (Kennedy Expressway) – Wisconsin                                                            | Terminus est du multiplex avec IL 110; sortie 51H de l'I-90 / I-94                                                                                     |
| Cook                                              | Chicago                  | 29,84 | 48,02 |        | Ida B. Wells Drive – Chicago Loop | Continue au-delà de l'I-90 / I-94 comme Ida B. Wells Drive                                                                                             |
| - Terminus de multiplex - Péage - Accès incomplet |                          |       |       |        | | |